# 里兹·欧特拉尼
里兹·欧特拉尼（義大利語：Riziero "Riz" Ortolani，1926年3月25日—2014年1月23日）
，是一名意大利电影作曲家。他为很多部电影作曲，其中包括《非洲部落》、《杀死比尔》、《被解放的姜戈》。